# Leierspieler-Siegelgruppe
Bei der Leierspieler-Siegelgruppe (engl. Lyre-player Group) handelt es sich um eine Gruppe von Siegeln aus dem 8. Jahrhundert v. Chr. Sie wird durch ihren Stil und ihre Motivik definiert. Insgesamt sind bisher über 350 solcher Siegel aus dem gesamten Mittelmeerraum bekannt, über 80 stammen allein aus den Nekropolen von Pithekussai auf Ischia. Die Gruppe wurde erstmals 1956 ausführlich von der US-amerikanischen Archäologin Edith Porada behandelt. Namensgebend war die mehrfach vorkommende Darstellung eines Leierspielers. Die Siegel spielen eine wichtige Rolle in der Diskussion um Warenströme im Mittelmeerraum und die Vermittlung von Bildmotiven zwischen den Kulturen. Während die Datierung der Leierspieler-Siegel in die zweite Hälfte des 8. Jahrhunderts v. Chr. gesichert ist, bleibt ihr Produktionsort umstritten.

## Beschreibung
Die Mehrheit der Siegel sind sogenannte Skaraboide, das heißt, sie haben eine ovale Form mit gewölbter Oberseite und flacher Unterseite, in die das Motiv eingraviert ist. Seltener finden sich Siegel mit rechteckiger Grundform. Größere Exemplare sind als voll ausgebildete Skarabäen gebildet. In der Längsachse weisen die Siegel eine Durchbohrung auf, an der bisweilen eine silberne Aufhängevorrichtung befestigt war. Die Größe der Siegel variiert in ihrer Länge, Breite und Dicke. Meist besitzen sie eine Länge von 13 bis 20 mm, selten von bis zu 45 mm.
Die meisten der Siegel sind aus einer metamorphen weichen Gesteinsart hergestellt. Überwiegend wurde Serpentinit verarbeitet, ein Mineral mit einer großen farblichen Variationsbreite von Grün über Rot und Braun bis hin zu Schwarz, einer charakteristischen glatten Struktur und oftmals einer leichten ‚schlangenartigen‘ Musterung. Bei den Funden von Pithekoussai überwiegen die rotfarbigen Serpentinite. Es wurden aber auch Siegel aus Bernstein oder Jaspis gefunden, einem Quarzstein, für den rote, braune und gelbe Einschlüsse von Mineralien charakteristisch sind.

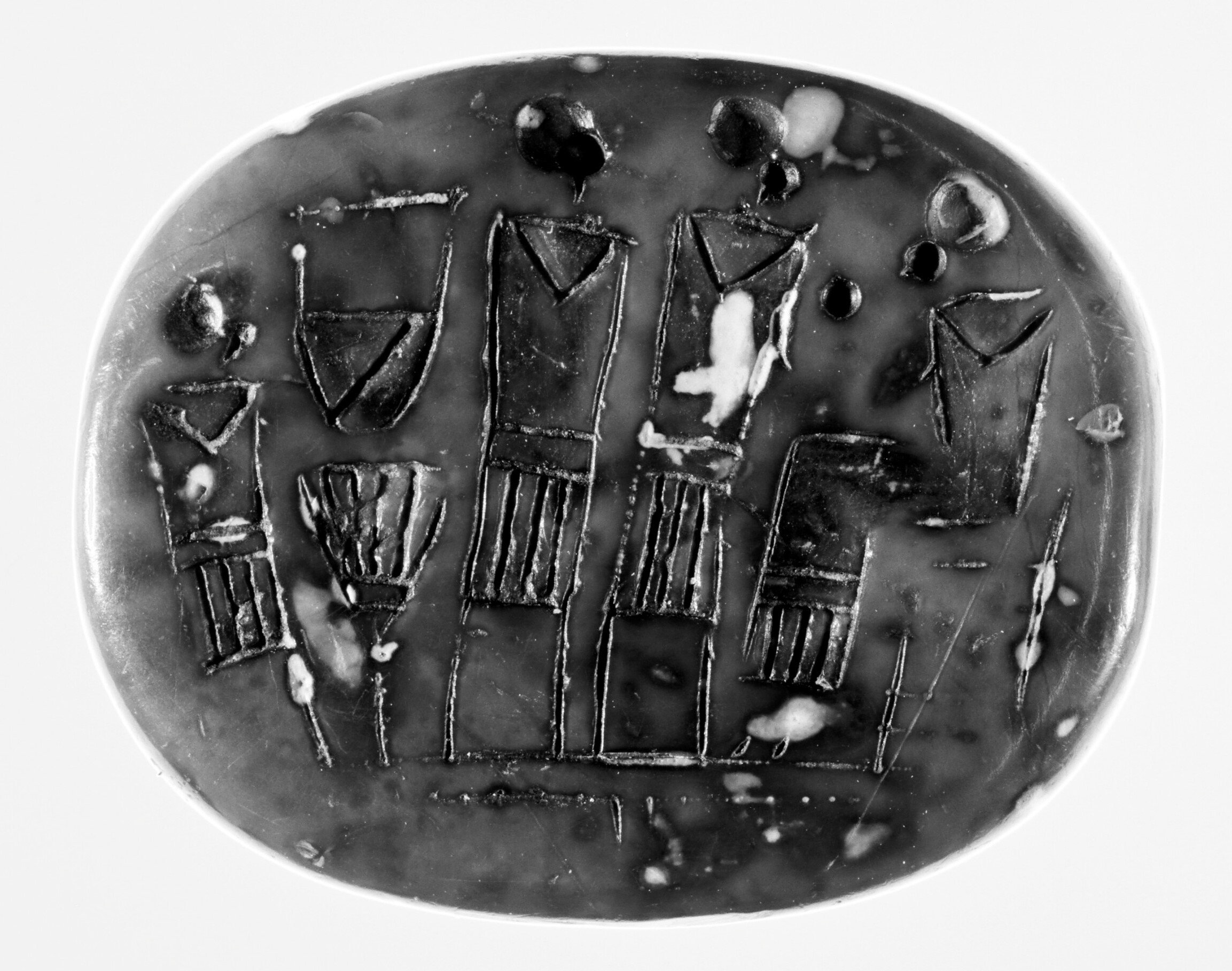
Ein Siegel in Form eines Skaraboids. Es zeigt stehende Leierspieler, die sich nach rechts einer sitzenden Person annähern.

Die Gravur der Siegel zeichnet sich durch eine Kombination von einfachen, kräftigen Ritzungen und punktförmigen Kugelbohrungen aus, die eingesetzt werden, um markante Merkmale wie Köpfe oder Gelenke zu kennzeichnen. Aufwändigere Figuren sind mit einer Linie umrissen und im Binnenfeld leicht vertieft oder schraffiert. Auch sonst kommen Schraffuren häufig vor, so zum Beispiel zur Wiedergabe von Gewändern, Fell, Federn, Schuppen, Blattrippen etc. Das Bildfeld ist mit einer gravierten Linie gerahmt, die in der Regel von der Darstellung berührt und oft auch überschnitten wird.

## Motivik
Trotz ihres Namens weisen die Siegel der Leierspieler-Gruppe verschiedenste Motive auf. Diese können in drei Gruppen aufgeteilt werden: Menschliche oder göttliche Figuren, Tiere und Vegetation sowie rein florale oder geometrische Motive. Dabei fällt auf, dass der Heilige Baum und abgeleitete Formen davon als häufigstes Motiv in allen drei Gruppen vorzufinden sind. Rund ein Drittel aller Siegel zeigt menschliche oder göttliche Figuren. Vielfigurige Szenen sind selten.
Manche Motive weisen Gemeinsamkeiten mit griechischer Kunst auf, andere mit der Kunst aus dem Nahen Osten. Wieder andere scheinen in ihrer Darstellung eigenständig zu sein. Dies lässt sich beispielsweise auf Siegeln erkennen, die eine heilige Palme umgeben von teilweise sitzenden Anbetern darstellen. Diese Anbetung eines Baumes, über dem des Weiteren eine geflügelte Sonnenscheibe zu sehen ist, zählt zu einer der typischen Darstellungen der Kunst des Nahen Ostens. Sitzende Figuren sind dort jedoch nicht vorzufinden. Weitere Siegel zeigen ein rituelles Bankett mit Musikern oder Leierspieler neben einer Sphinx oder einem Vogel.
Aufgrund der relativen Einfachheit der Darstellungen und der nicht selten beschädigten Siegel ist es bei den Figuren nicht immer eindeutig, ob es sich um Menschen oder göttliche Wesen handelt. In manchen Fällen, wie dem Beispiel der Leierspieler mit Sphinx oder Vogel, lässt sich die zweite Vermutung jedoch ausschließen, da es keinen entsprechenden Gott aus dem griechischen Kulturraum oder dem Nahen Osten gibt, der mit diesen assoziiert wird. Die einzig klaren göttlichen Darstellungen sind die „Göttin auf dem Löwen“ und die „angebetete Göttin mit erhobenen Händen“.

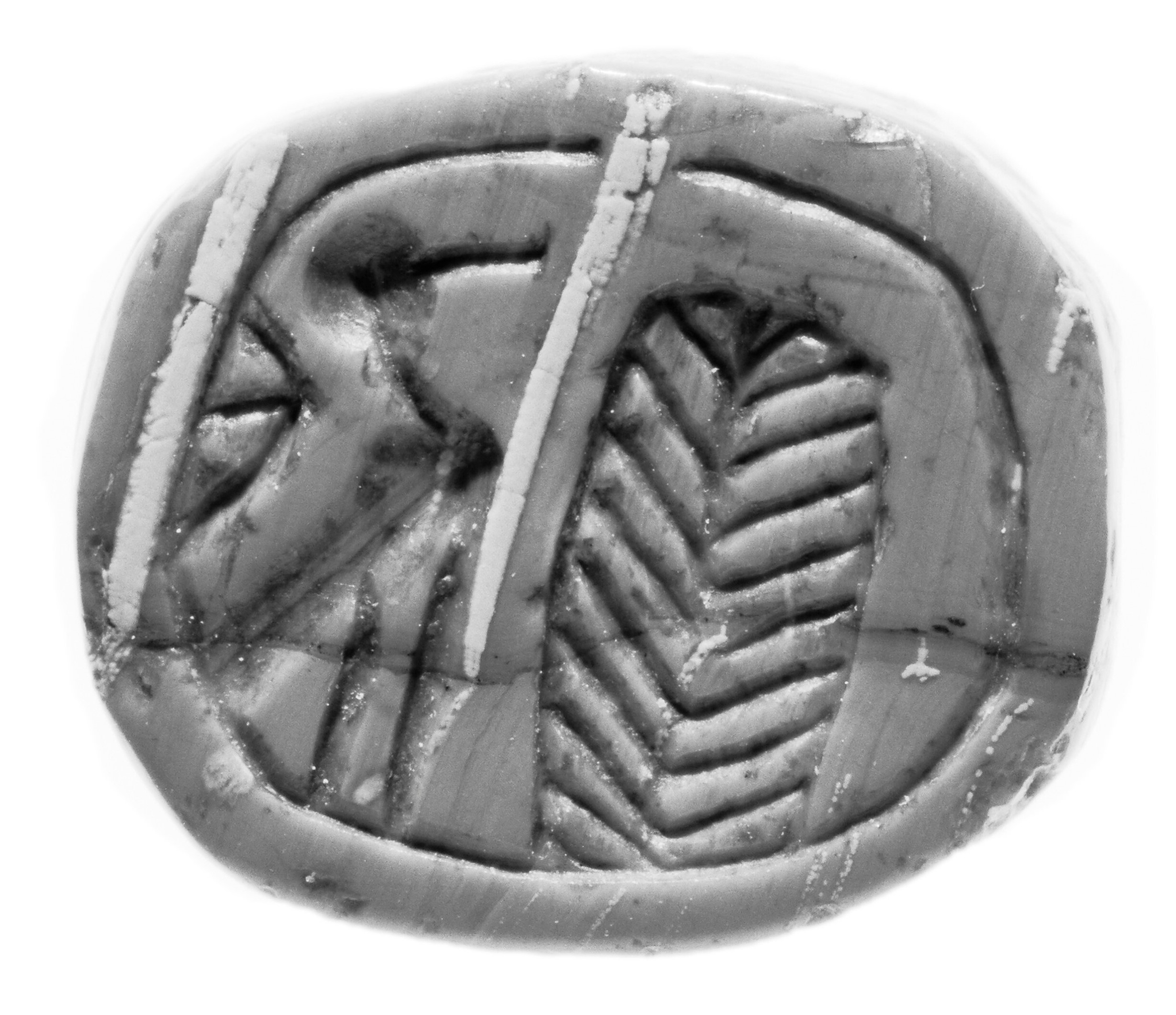
Dieses Siegel zeigt auf der linken Seite einen Vogel und rechts ein schraffiertes Blatt.

Tierische Motive lassen sich vielfältig auf den Siegeln finden. So existieren Darstellungen von Löwen in verschiedenen Positionen, von Ziegen, Hirschen und Vögeln. Auch Fabelwesen wie Greifen und Sphingen zählen dazu.
Ein wichtiges Motiv ist der Heilige Baum beziehungsweise die Heilige Palme. Bei den floralen Darstellungen in Verbindung mit Menschen und Tieren handelt es sich um vereinfachte Varianten dieses Baumes. Auf anderen Siegeln ist er wiederum detailliert dargestellt und stellt insgesamt das Hauptmotiv auf etwa einem Drittel der Funde dar.

## Verbreitung

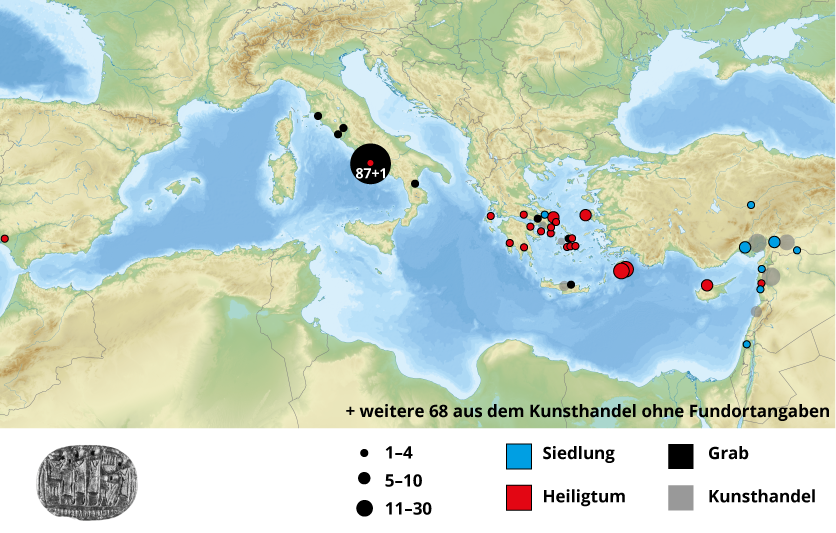
Verbreitung der Siegel der Leierspielergruppe nach Fundkontext

Die Verbreitung der Leierspieler-Siegel erstreckt sich von der nördlichen Levanteküste über Zypern, die südliche Ägäis und Griechenland entlang der Südküste der italischen Halbinsel bis nach Etrurien. Ein einzelner Fund stammt aus Huelva in Spanien. Die Verbreitung deckt sich damit im Wesentlichen mit jener der sogenannten Vogelperlen aus Glas und dürfte auf die Verbreitung durch vor allem griechische Seefahrer und Händler zurückgehen.
Auffallend ist die unterschiedliche Verwendung der Siegel in den unterschiedlichen Gegenden: An der Levanteküste wurden die Siegel vor allem in Siedlungen ausgegraben, und aus Tarsus stammt auch der bisher einzige bekannte Tonabdruck eines Siegels der Gruppe, was auf eine tatsächliche Verwendung zum Siegeln hinweist. Auf Zypern, in der südlichen Ägäis und Griechenland stiftete man die Siegel vorwiegend als Votive in Heiligtümer, also vermutlich als wertvolle Prestigeobjekte. Auf der italischen Halbinsel werden die Siegel dagegen fast ausschließlich in Gräbern angetroffen. In den Gräbern von Pithekussai auf Ischia trugen Skelette aller Altersgruppen solche Siegel vermutlich als Amulette.

## Produktionsort
In der Wissenschaft war man sich lange uneins darüber, wo genau die Siegel hergestellt wurden. In der Diskussion sind Etrurien, Rhodos und Kilikien. Da sich in der Motivik die engsten Parallelen im nordsyrischen Raum und in Kilikien, z. B. bei den Reliefs von Karatepe-Arslantaş oder in Siegeln spätassyrischer Zeit finden lassen, wurden die Leierspieler-Siegel sehr wahrscheinlich in einem der späthethitischen Königtümer Nordsyriens und Kilikiens hergestellt und zum Beispiel über die Häfen von Tarsus und al-Mina in den Mittelmeerraum verteilt. Auch das verwendete Material stimmt mit dieser Herkunft überein.
Die Siegel könnten Werke eines Familienbetriebs sein, in dem sie schnell und günstig für den Markt hergestellt wurden.